# Journal of the Academy of Natural Sciences of Philadelphia
Journal of the Academy of Natural Sciences of Philadelphia (abreviado J. Acad. Nat. Sci. Philadelphia) fue una revista con ilustraciones y descripciones botánicas que fue editada en Filadelfia (Estados Unidos) por la Academia de Ciencias Naturales de Filadelfia. Se publicó desde el año 1817 hasta 1918 en dos series.

## Publicaciones
- 1ª serie: Vols. 1-8, 1817-1842
- 2ª serie: Vols. 1-16, 1847-1918